# Giuseppe Brengaret Pujol
Giuseppe Brengaret Pujol C.M.F., in spagnolo José Brengaret Pujol (Sant Jordi Desvalls, 18 gennaio 1913 – Barbastro, 13 agosto 1936), è stato un religioso spagnolo, martirizzato a Barbastro durante la Guerra civile spagnola e venerato come beato dalla Chiesa cattolica.

## Biografia
Nacque a Sant Jordi Desvalls, nella regione della Catalogna in una casa di campagna, aveva tre fratelli, uno dei quali divenne Marista e morì anch'egli martire nella medesima rivoluzione del 1936. I genitori, Narciso e Angela educarono i figli ad una fede semplice. All'età di undici anni si entusiasmò al veder predicare il padre clarettiano Emilio Bover, che predicò a Sant Jordi per alcuni giorni. Quindi Giuseppe chiese ai genitori di poter seguire il padre Bover a Cervera, dove l'Ordine aveva il postulandato. Così accadde il 22 aprile del 1924, da qui si spostò a Barbastro e di nuovo a Cervera e il 27 luglio 1928 con altri 20 confratelli iniziò il noviziato a Vic. Il 15 agosto 1929 emise la professione religiosa e continuò la formazione per diventare sacerdote a Solsona e Cervera. Dovette sospendere la formazione per un anno a causa di un'infezione polmonare che lo portò quasi alla morte. Il 1 luglio 1936 arrivò a Barbastro per iniziare l'ultimo anno di teologia.
Era attratto dalla letteratura e dalla poesia, lavorò e collaborò assiduamente con le riviste "Legión Cordimariana", "La fiesta santificada" e L'"Almanaque del Corazón de María". Di lui ci rimane la poesia "A la memoria de mi santa madre":
quisiera ser ángel,

y contigo volar hacia el cielo

y nunca dejarte ...»
Vorrei essere un angelo,

e volare con te fino al cielo

e non lasciarti mai ...»
(Gabriel Campo Villegas, Esta es nuestra sangre, p. 303)
Insieme agli altri ospiti del seminario venne arrestato il 20 luglio del 1936 dalle milizie anarchiche sotto il comando del governo repubblicano che presero il potere a Barbastro e venne recluso nel salone della scuola dei padri Scolopi. Il 12 agosto 1936 firmò la lettera di offerta alla Congregazione con queste parole:
¡Viva el Corazón de María!»
Viva il Cuore di Maria!»
(Gabriel Campo Villegas, Esta es nuestra sangre, p. 219)
Insieme a 19 suoi confratelli venne fucilato la mattina del 13 agosto sul ciglio di una strada fuori città, fece parte del terzo gruppo di clarettiani di Barbastro che subirono il martirio. I loro corpi sono stati gettati in una fossa comune.

Dopo la guerra i resti dei martiri furono riesumati e si possono venerare oggi nella cripta della casa museo a Barbastro. Nel 2013 è uscito un film sulla vicenda intitolato "Un Dios prohibido" per la regia di Pablo Moreno.

## Culto
La beatificazione avvenne a Roma, ad opera di Giovanni Paolo II, il 25 ottobre 1992. La Chiesa cattolica lo ricorda il 13 agosto.